# Muzaffarabad
Muzaffarabad est une ville du Pakistan, la capitale de l'état d'Azad Kashmir. Elle est située au nord de son territoire, qui fait partie des régions de l'ancienne principauté du Cachemire désormais contrôlées par les pakistanais, au même titre que le Gilgit-Baltistan ou « Territoires du Nord » (la partie indienne étant devenue le Jammu-et-Cachemire).

## Géographie
Muzaffarabad est située à la confluence des rivières Jhelum et Neelum. La ville est à 138 km de Rawalpindi et Islamabad, et à environ 76 km de Abbottabad. Entourée de hautes montagnes, Muzaffarabd est un mélange de différentes cultures et langues. La ville compte deux forts historiques, le Fort Rouge et le Fort Noir, situés les deux rives opposées de la rivière Neelum. La rivière Neelum joue un rôle prépondérant dans le micro-climat qui prévaut à Muzaffarabad.
La ville est très proche de l'épicentre du séisme de 2005 au Cachemire qui fut d'une magnitude de 7,6 sur l'échelle de Richter. Celui-ci détruisit 50 % des bâtiments de la ville (dont la plupart des bâtiments officiels) et tua 54 300 personnes.

## Histoire
Le nom actuel de Muzaffarabad vient du sultan Muzaffar Khan, un chef de la dynastie Bomba (en 1652).